# Kvabebihyrax kachethicus
Lo kvabebiirace (Kvabebihyrax kachethicus Gabunia & Vekua, 1966) è un mammifero estinto appartenente agli iracoidi (Hyracoidea). Visse nel Pliocene superiore (circa 3 milioni di anni fa). I suoi resti fossili sono stati ritrovati nella zona del Caucaso, in Georgia. 

## Descrizione
Nonostante fosse imparentato con gli attuali iraci, questo animale aveva un aspetto completamente diverso da quello dei suoi parenti. Il corpo era robusto, lungo circa un metro e sessanta e dotato di zampe robuste. Il cranio, in particolare, era decisamente specializzato: le orbite erano sporgenti verso l'alto (e quindi gli occhi erano posizionati in alto sul cranio, come negli ippopotami), mentre il muso corto era dotato di due incisivi lunghi e robusti sporgenti verso il basso. Un altro paio di incisivi, posizionati sulla mandibola, erano piatti e andavano a formare una struttura ad incastro con il paio superiore quando le mascelle si chiudevano.

## Classificazione

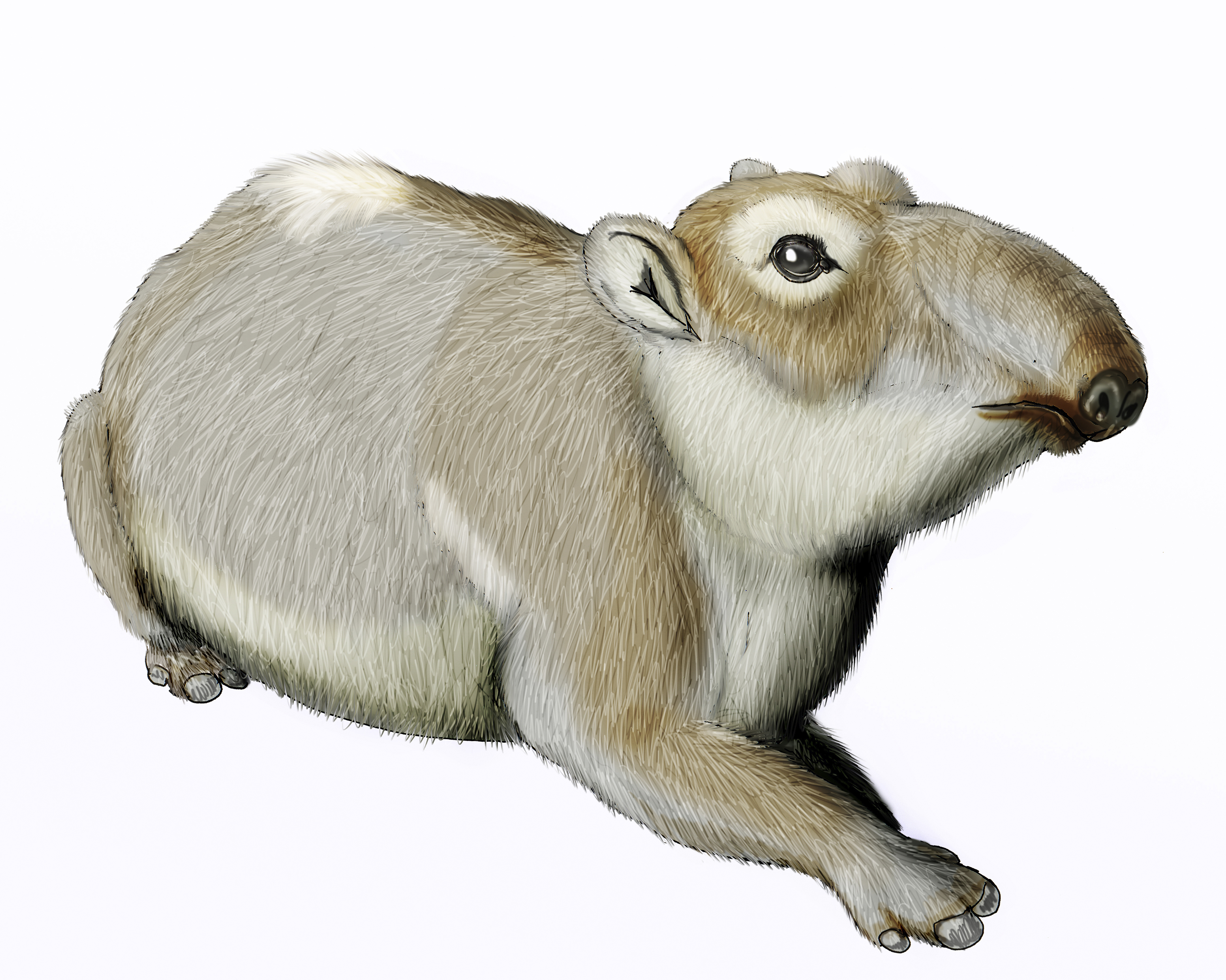
Ricostruzione di Kvabebihyrax

Il kvabebiirace è un rappresentante dei plioiracidi (Pliohyracidae), una famiglia di iraci estinti solitamente di grandi dimensioni, che si diffusero nel corso dell'era Terziaria per poi estinguersi a fine Pliocene. Kvabebihyrax era una delle ultime forme, e anche una delle più specializzate. I suoi resti furono descritti per la prima volta nel 1966 da Gabunia e Vekua. Questo animale è ritenuto uno stretto parente di Pliohyrax e Prohyrax, altre forme dalla corporatura robusta.

## Stile di vita
Questo animale possedeva adattamenti scheletrici che richiamano quelli di alcuni mammiferi semiacquatici: in particolare, il cranio assomiglia a quello degli ippopotami. È possibile, quindi, che Kvabebihyrax fosse un animale abituato a vivere in fiumi e acquitrini, e che si nutrisse dei vegetali acquatici. 